# Gmina Reszel
Die Gmina Reszel (Aussprache von Reszel: [ˈrɛʃɛl]ⓘ) ist eine Stadt-und-Land-Gemeinde im Powiat Kętrzyński der Woiwodschaft Ermland-Masuren in Polen. Ihr Sitz ist die gleichnamige Kleinstadt (deutsch Rößel) mit etwa 4500 Einwohnern.

## Geographie
Die Gemeinde liegt in der Mitte der Woiwodschaft im historischen Ermland, das 1772 von Preußen annektiert wurde. Ihre Nachbargemeinden sind im Powiat Kętrzyński Korsze im Norden und Kętrzyn im Osten, im Powiat Mrągowski Mrągowo und Sorkwity im Süden, im Powiat Olsztyński Kolno im Westen sowie im Powiat Bartoszycki die Gemeinde Bisztynek im Nordwesten.

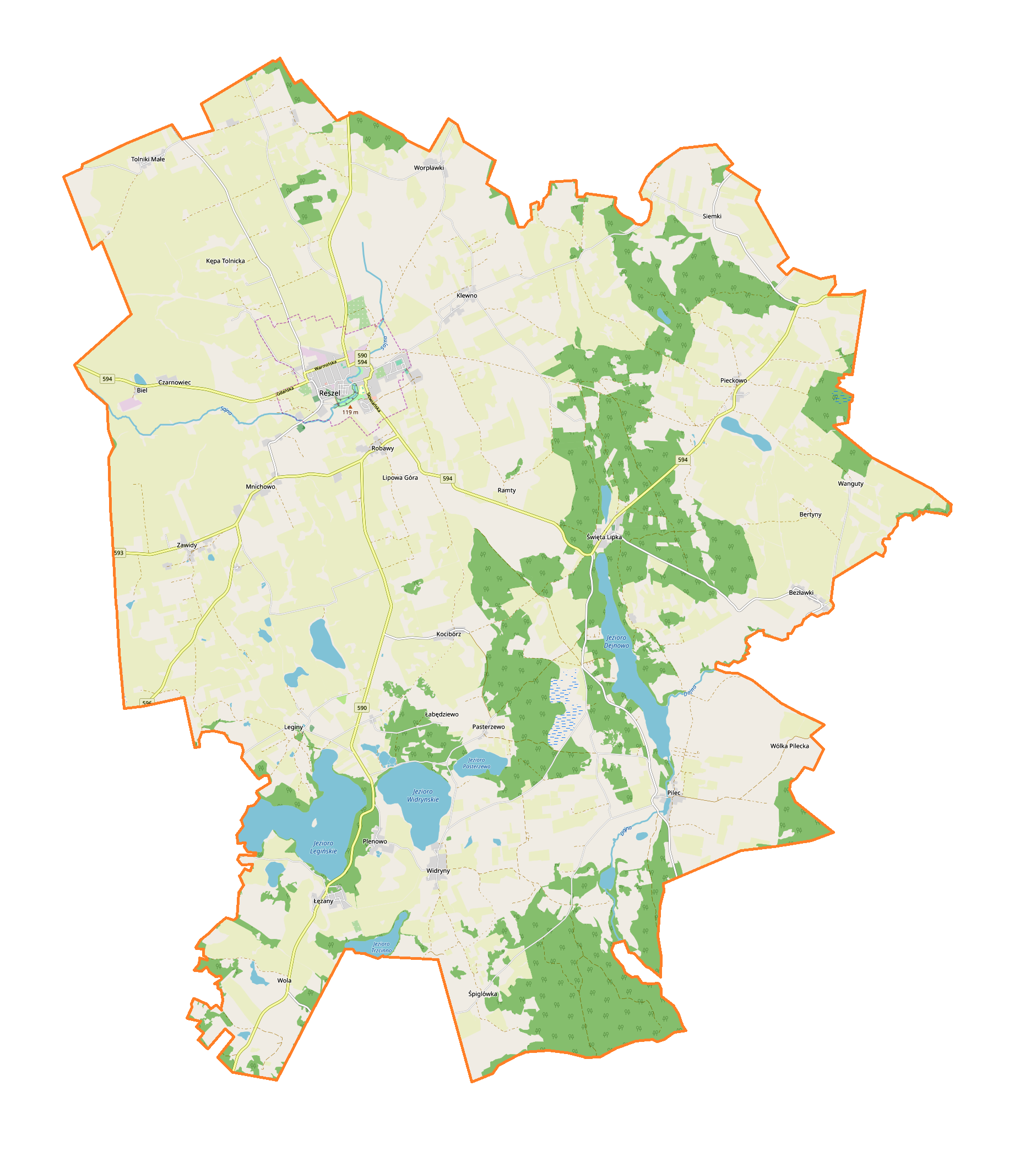
Karte der Gemeinde

Das Gemeindegebiet von 178,7 km² wird zu 71 Prozent land- und zu 14 Prozent forstwirtschaftlich genutzt. Im Süden gibt es mehrere Seen. Zu den Fließgewässern gehört die Sajna (Zaine).

## Geschichte
Stadt- und Landgemeinde Reszel wurden 1990/1991 zur Stadt-und-Land-Gemeinde zusammengelegt. Von 1946 bis 1998 gehörte ihr Gebiet zur Woiwodschaft Olsztyn mit unterschiedlichem Zuschnitt. Im Jahr 1999 kam die Gemeinde zur Woiwodschaft Ermland-Masuren und zum Powiat Kętrzyński.

## Partnerschaften
- Jašiūnai, Litauen
- Jemnice, Tschechien
- Legden, Deutschland
- Raabs an der Thaya, Österreich

## Kirche
In der Gemeinde gibt es drei römisch-katholische Pfarreien in Reszel (Dekanat), Leginy und Święta Lipka sowie eine griechisch-katholische Pfarrei in Reszel.

## Gliederung
Die Gmina Reszel umfasst neben der Stadt selbst 20 Dörfer  40 Ortschaften, die ihrerseits in 20 Schulzenämter untergliedert sind, sowie weitere kleinere Orte und Weiler:
Der «*» kennzeichnet ein Dorf mit Schulzenamt.
| Polnischer Name | Deutscher Name                |  | Polnischer Name | Deutscher Name            |  | Polnischer Name | Deutscher Name                      |
| --------------- | ----------------------------- |  | --------------- | ------------------------- |  | --------------- | ----------------------------------- |
| Bertyny         | Bertienen                     |  | Lipowa Góra     | Lindenberg                |  | Śpigiel         | Spiegels                            |
| Bezławecki Dwór | Bäslackshof                   |  | Mała Bertynówka |                           |  | Śpiglówka       | Spieglowken 1938–1945 Spiegelswalde |
| *Bezławki       | Bäslack                       |  | *Mnichowo       | Groß Mönsdorf             |  | Staniewo        | Ottoswalde                          |
| Biel            | Weißensee                     |  | Mojkowo         | Annahof                   |  | Stąpławki       | Adlig Stumplack 1928–1945 Stumplack |
| *Czarnowiec     | Schwarzenberg                 |  | Niewodnica      | Fischbach                 |  | *Święta Lipka   | Heiligelinde                        |
| *Dębnik         | Damerauwald                   |  | Pasterzewo      | Pastern                   |  | *Tolniki Małe   | Tollnigk                            |
| Grodzki Młyn    | Burgmühle                     |  | *Pieckowo       | Pötschendorf              |  | Wanguty         | Wangotten                           |
| Grzybowo        | Spiegels-Korschen             |  | *Pilec          | Pülz                      |  | *Widryny        | Widrinnen                           |
| Kępa Tolnicka   | Altkamp                       |  | *Plenowo        | Plönhöfen                 |  | *Wola           | Dürwangen                           |
| *Klewno         | Klawsdorf                     |  | Pudwągi         | Posewangen                |  | Wólka Pilecka   | Stechernsruh                        |
| *Kocibórz       | Kattmedien                    |  | *Ramty          | Ramten                    |  | Wólka Ryńska    | Rheindorfshof                       |
| Łabędziewo      | Labendzowo 1932–1945 Schwanau |  | Reszel          | Rößel                     |  | *Worpławki      | Worplack                            |
| *Leginy         | Legienen                      |  | *Robawy         | Robawen 1938–1945 Robaben |  | *Zawidy         | Soweiden                            |
| *Łężany         | Loszainen 1936–1945 Loßainen  |  | *Siemki         | Scharfs                   |  |                 |                                     |

## Verkehr
Die Gemeinde ist durch vier Woiwodschaftsstraßen (DW) an den Straßenverkehr angebunden. In Nord-Süd-Richtung verläuft die DW590 (ehemalige Reichsstraße 141) von Barciany (Barten) über Korsze (Korschen) und Reszel nach Biskupiec (Bischofsburg). In West-Ost-Richtung verläuft die DW 594 von Bisztynek (Bischofstein) über Reszel und Święta Lipka (Heiligelinde) nach Kętrzyn (Rastenburg). Die DW596 führt von Biskupiec zur DW590 und DW594 bei Reszel. Die DW 593 führt von Dobre Miasto (Guttstadt) und Jeziorany (Seeburg) zur DW596 bei Reszel.
Der nächste internationale Flughafen ist Danzig. Seit 2016 besteht der Regionalflughafen Olsztyn-Mazury nahe der Kreisstadt. Je nach Grenzregelung ist der Flughafen Kaliningrad für Einheimische eine weitere Option.
Nach der Stilllegung des Personenverkehrs 1989 und des Güterverkehrs 1995 wurde die Bahnstrecke 2006 geschlossen und demontiert.